# Sphaeropteris medullaris
Sphaeropteris medullaris là một loài thực vật có mạch trong họ Cyatheaceae. Loài này được (G. Forst.) Bernh. miêu tả khoa học đầu tiên năm 1801.

## Hình ảnh

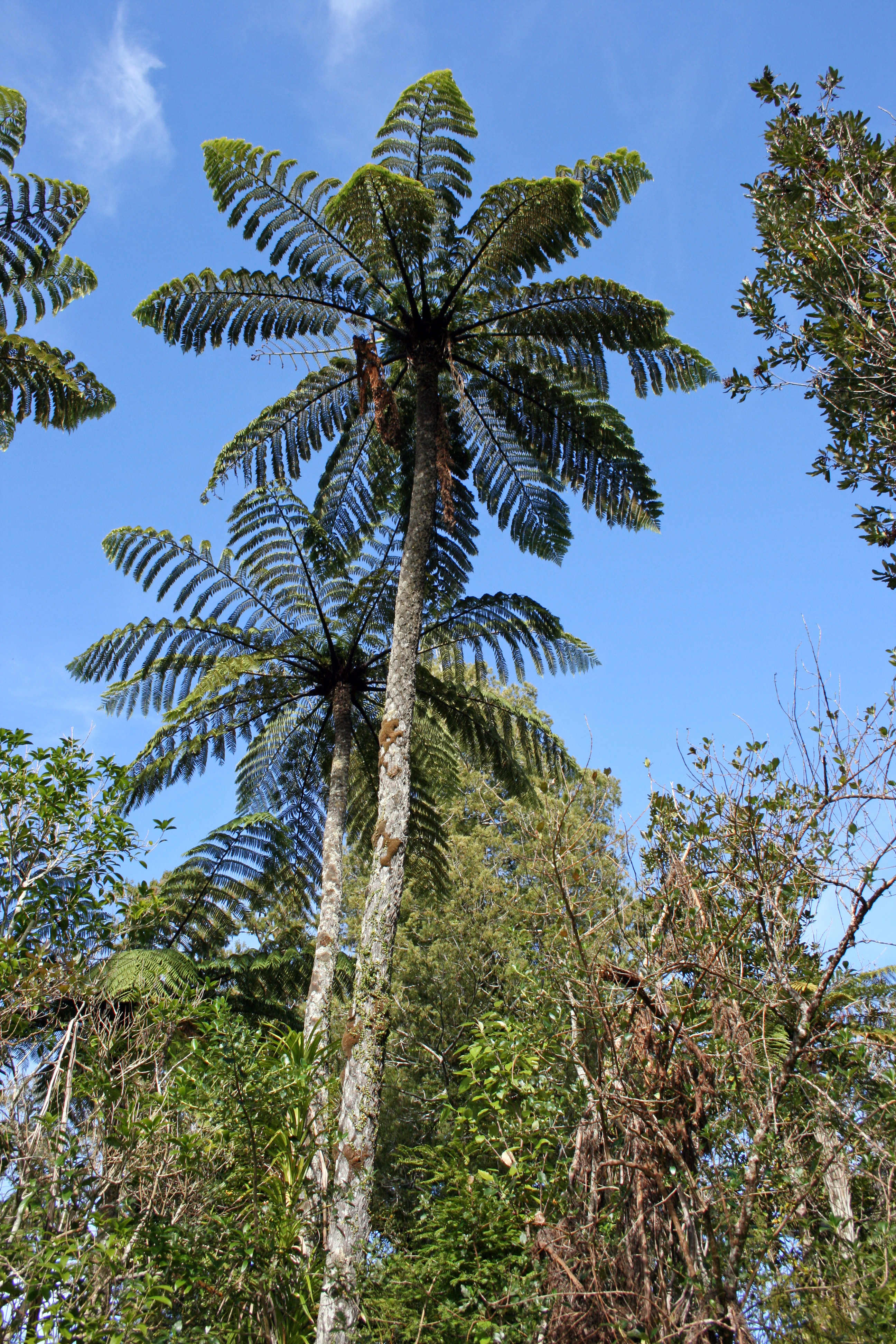
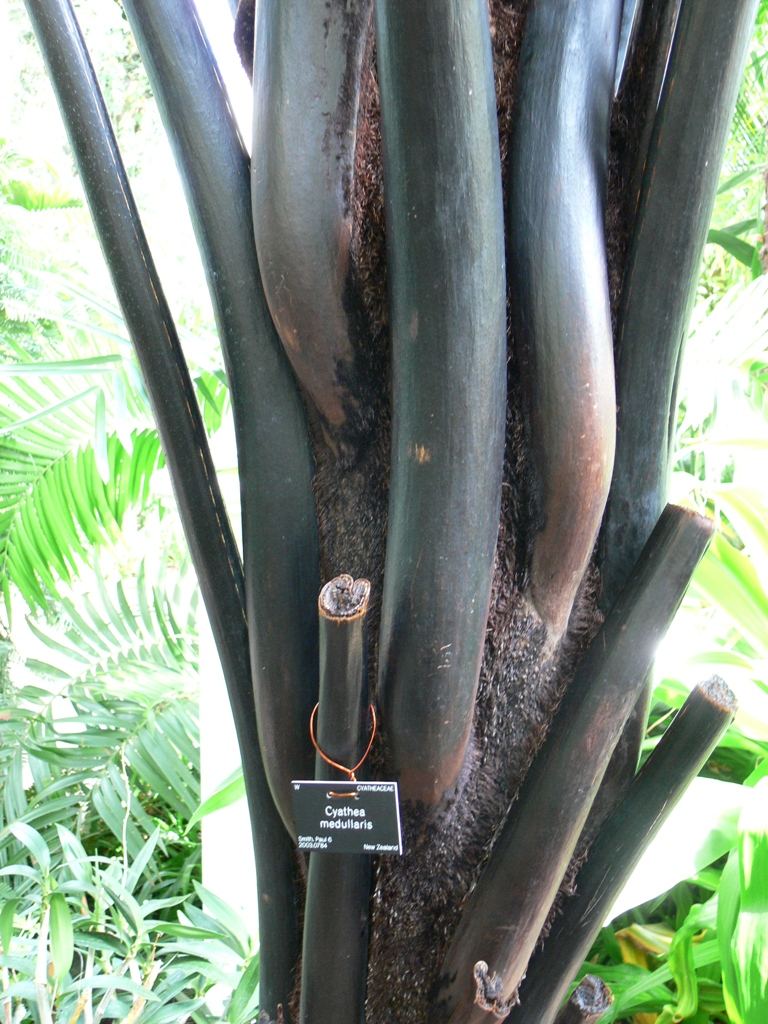
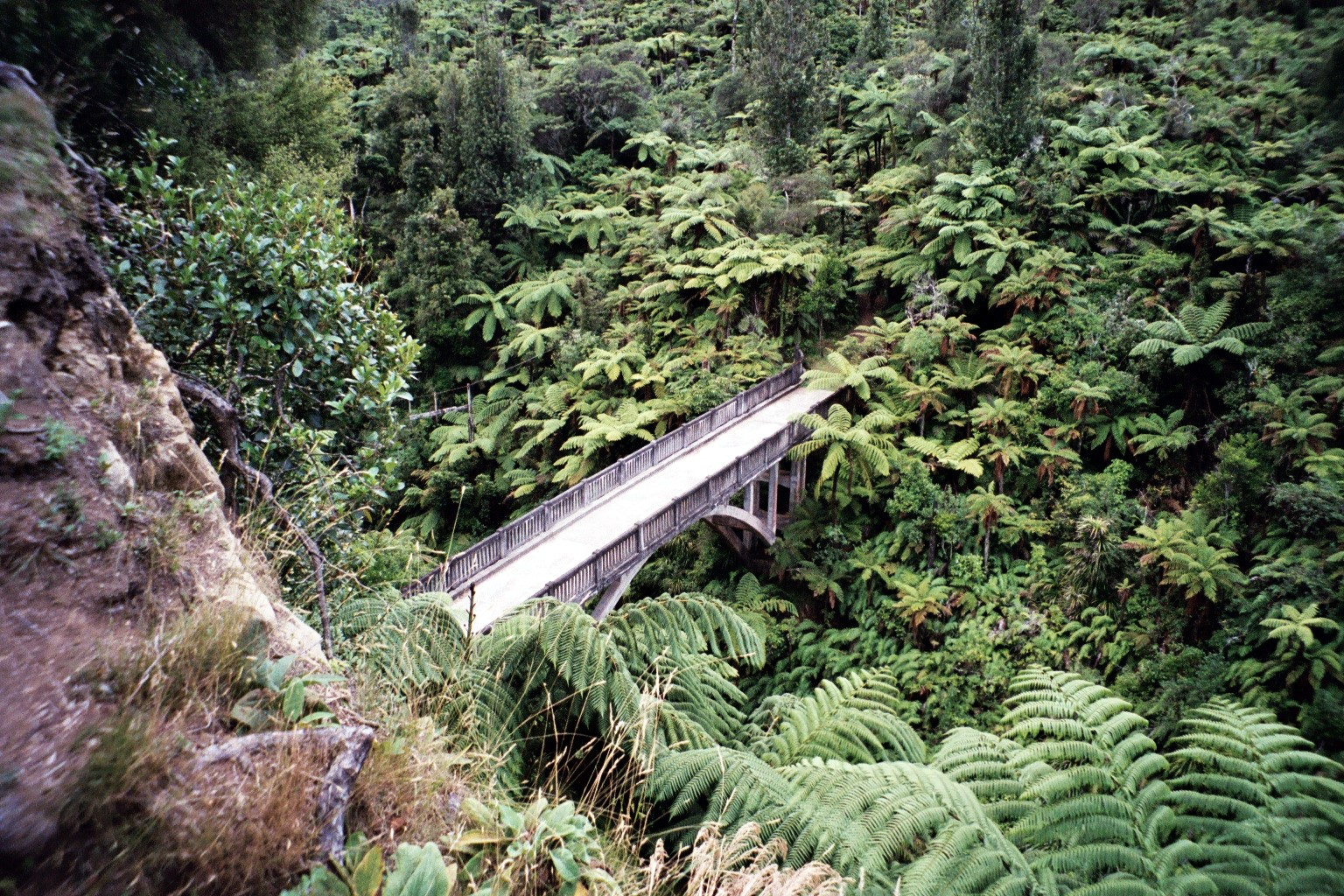
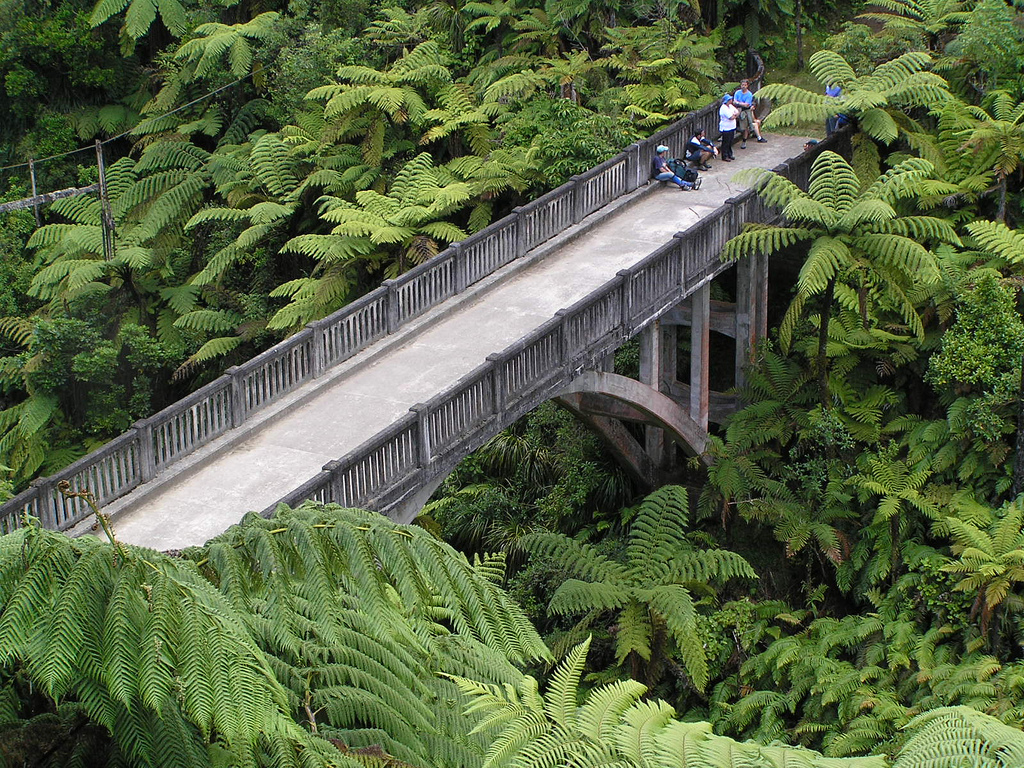
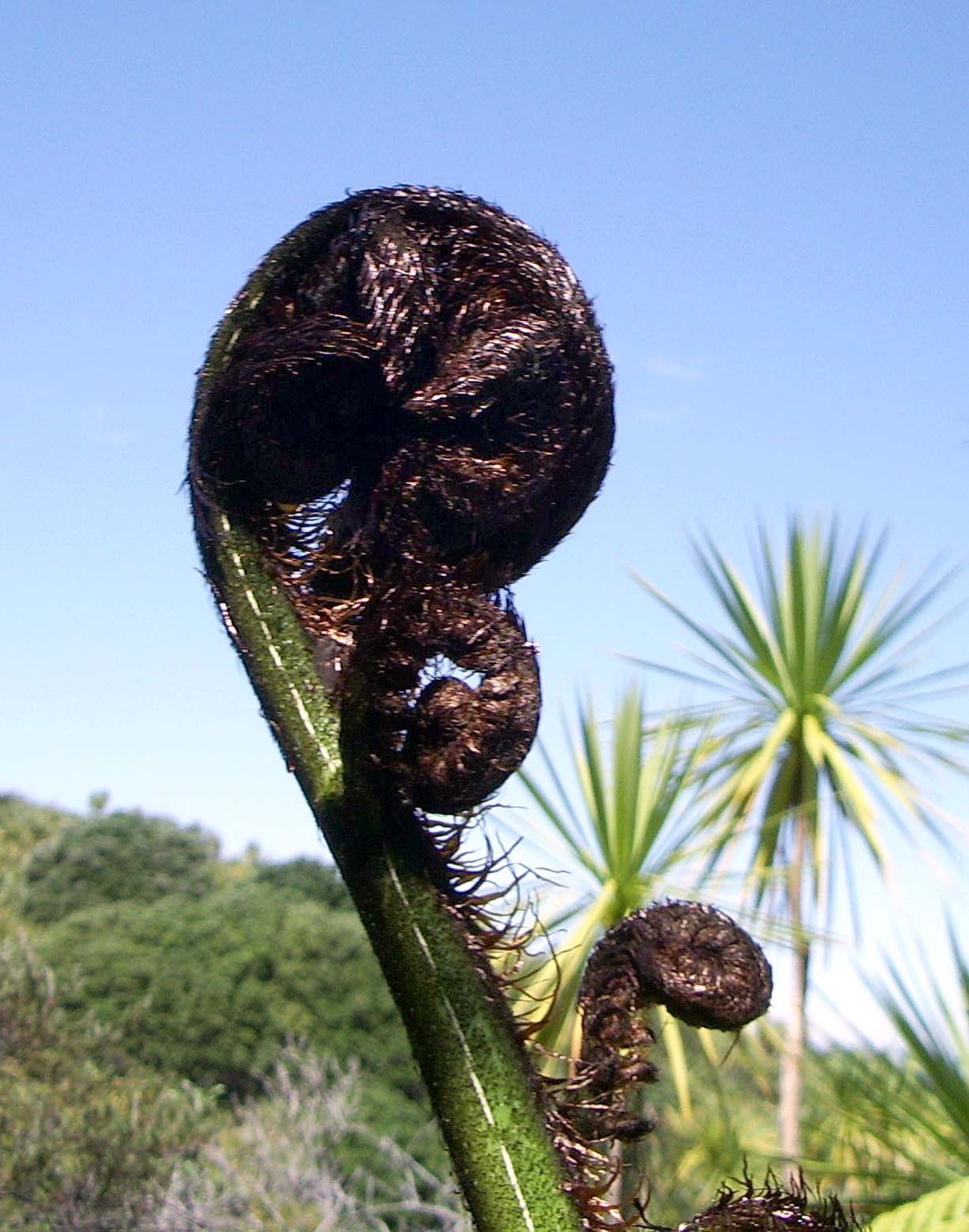